# ホウ化ニッケル
ホウ化ニッケル（ホウかニッケル、nickel boride）は、化学式NixByを持つ無機化合物である。一般的な組成はNi2Bであり、これにはP−1とP−2として知られる2つの型がある。その他のニッケルのホウ化物としては、NiB、Ni3B、o-Ni4B3、m-Ni4B3（oはorthogonal〔直交〕、mはmetastable〔準安定〕）がある。
本項では最も一般的なホウ化ニッケルであるNi2Bを主に扱う。

## 構造および組成
Ni2Bは個々のホウ素中心に結合したニッケルから構成されるアモルファス物質である。P−1とP−2の2つの型は表面に吸着したNaBO2による汚染の度合いの点で異っている。P−1 Ni2Bは酸化物とホウ化物の比が1:4であるのに対して、P−2 Ni2Bでは10:1である。これらの性質は触媒効率や基質特異性といった点で異なる。

## 調製
アモルファスホウ化ニッケルの調製は、高温や特別な技術と装置を必要とするその他のホウ化物の比較すると単純である。
P−1型のNi2Bは、アルカリ性水溶液中で硫酸ニッケル(II)と水素化ホウ素ナトリウムを混合することによって生成できる。P−1型はエタノール中で酢酸ニッケル(II)と水素化ホウ素ナトリウムから同様に調製される。生成物は微細な黒色アモルファス粉末として沈殿する。これらの触媒は通常、NiCl2/NaBH4混合系を用いてin situで生成される。
2NaBH4 ↔ 2NaH + B2H6
2Ni + 2B2H6 + NaH ↔ Ni2B + 3BH3 + 2H2 + Na

## 性質
ホウ化ニッケルは、黒色アモルファス粉末あるいは黒色顆粒である。全ての溶媒に不溶であるが、高濃度の鉱油とは反応する。固体は空気に対して安定である。ホウ化物であることから予想されるように、高い融点を持つ。

## 応用
Ni2Bは効率の良い触媒、還元剤である。不均一水素化触媒として用いられる。

### 触媒的水素化
P−1型の触媒活性は基質上の側鎖の立体障害に対して敏感ではなく、ゆえにより反応性が高く、保護基にはほとんど影響しない。対照的に、P−2型は立体的因子に非常に敏感である。これらの理由から、穏和な条件下での不飽和炭化水素の完全還元にはP−1型が通常使われるが、P−2型はアルキンのアルケンへの変換といった部分還元において有用である。
H2/Ni2B系は、強制的条件下でもエーテルやアルコール、アルデヒド、アミン、アミドを水素化分解せず、アルケンを優先して還元する。また、エポキシドには影響を与えないが、シクロプロパンには影響することがある。ベンジル、アリル、プロパルギルエステルを除くほとんどのエステルはNi2Bに安定である。

### 脱硫
NiCl2/NaBH4系は、チオアミドやチオエーテル、チオエステル、チオール、スルフィドを脱硫する。有機スルフィド、ジスルフィド、チオール、スルホキシドはNiCl2/NaBH4によって炭化水素へと還元される。フェノチアジンのジフェニルアミンへの還元を以下に示す。
Ni2Bはチオアセタールの切断にも用いることができる。Ni2Bは非自然発火性で、空気中で安定、多くの場合高収率を与えるため、環状チオアセタールの除去においてラネーニッケルの安全な代替品として提案されている。Ni2Bによって触媒される脱硫は立体配置を保持したまま起こることが同位体標識によって証明されている。

### 窒素含有官能基の還元
NiCl2/NaBH4系は脂肪族ニトロ基、ニトリル、オキシムをアミンへと完全に還元する。芳香族アミンでは、ニトロベンゼンはアニリンに、アゾキシベンゼンはアゾベンゼンへ変換される。アジドは、立体的に混み合った脂肪族ニトロ基に優先して、アミンへときれいに還元される。

### 脱ハロゲン化
ほとんどの有機フッ素化合物、有機塩素化合物はNi2Bによる影響を受けず、有機臭素化合物は様々な反応性を示し、有機ヨウ素化合物はしばしば炭化水素へと完全に還元される。DMF中でNi2Bを用いると、α-ブロモケトンは無置換のケトンへと還元される。
アリールブロミドでは、DMF中でNi(PPh3)3Cl2/NaBH4の系できれいな脱ブロモ化を行うことができる。ヨウ化物の還元的切断では立体配置が保持される。

## 安全性
ニッケル化合物は発癌性を示す可能性があり、皮膚への接触は避けなければならない。水素化ホウ素ナトリウムはDMF中で自発的に発火する可能性があるため、DMF中でNiCl2/NaBH4系を用いる時は特に注意が必要である。